# 鮑勃·麥格拉斯
罗伯特·埃米特·麦格拉斯（英語：Robert Emmett McGrath，1932年6月13日—2022年12月4日），美國演員、歌手及儿童文学作家，于1969年到2016年间在教育节目《芝麻街》中扮演鲍勃·约翰逊，为其最知名的角色。

## 早年经历
麦格拉斯于1932年6月13日出生于伊利诺伊州渥太华的一个农民家庭，他的名字罗伯特·埃米特·麦格拉斯取自爱尔兰民族主义者罗伯特·埃米特。儿时的麦格拉斯经常在母亲弹钢琴时唱歌，于是母亲便将他送进罗克西剧院(英語：Roxy Theater)的业余爱好者训练班，最终他离开训练班时在学员中排名第二。麦格拉斯的高中则就读于马凯特高中。
1954年，麦格拉斯从密西根大学的音乐、戏剧与舞蹈学院毕业。大学期间，他加入了学校的男子合唱团和Phi Gamma Delta兄弟会。每当兄弟会举办活动时，麦格拉斯都会与电视制片人大卫·康奈尔共同为顾客提供餐饮服务（康奈尔是他的前辈，他的工作主要是清洗餐具），这段时期的合作促使康奈尔后来邀请他一起拍摄《芝麻街》。大学毕业后，麦格拉斯到美国陆军服役，期间他曾在德国为第七军交响乐团表演节目及为他们预先安排场地，并在德国待了两年。
1959年，麦格拉斯从曼哈顿音乐学院取得音乐硕士学位。

## 职业生涯

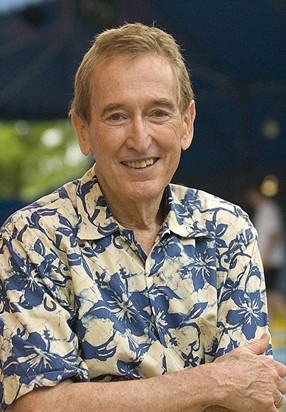
2007的麦格拉斯

1960年到1964年间，麦格拉斯与歌手米奇·米勒合作，在米勒的歌咏会节目《Sing Along with Mitch》中担任男高音主唱。此外，他还曾参与沃尔特·凯利专辑《Pogo》的录制。
1960年代中叶，麦格拉斯以录音艺术家的身份前往日本发展，并发布了一系列用日语演唱的爱尔兰等地的民歌和歌谣，收获到不少名气。据麦格拉斯透露，他选择前往日本发展是源于他在1966年和1967年参加的两部游戏节目时的“秘密”。
1969年到2016年间，麦格拉斯长期出演《芝麻街》，扮演鲍勃·约翰逊，他与苏珊·罗宾逊的扮演者洛丽塔·隆都是该节目的第一代元老演员，Noggin频道（小尼克的前身）曾在一档节目中专门对鲍勃一角对于《芝麻街》的推广作用表达赞许。2016年7月，芝麻街工作室宣布麦格拉斯将不会再继续出演该剧的第47部，但仍会出席工作室举办的公众活动。不久，工作室宣布麦格拉斯在经过劝说后同意继续出演《芝麻街》。虽然麦格拉斯从第45季之后便再未出现在《芝麻街》的正式剧集中，但他仍有参与录制该剧的线上宣传片，亦曾于2019年出席该剧的50周年庆典。
麦格拉斯表示在多年来参演《芝麻街》的过程中，他最喜欢的经历是在1978年演出圣诞特别节目《芝麻街的平安夜》时欣赏《麦琪的礼物》的模仿画，以及在1983年拍摄角色奥佩尔先生去世前的一系列场景。

## 其他成就
自1977年起，麦格拉斯一直是CTV电视网马拉松式广播节目《Telemiracle》的固定人选，直到2015年出席一期向他致敬的节目后方才停止出演。2018年，他作为特别嘉宾再次在《Telemiracle》中露面。2006年3月3日，麦格拉斯凭借《Telemiracle》获得萨斯喀彻温省百年纪念奖章，由萨斯喀彻温省副省长琳达·哈弗斯托克颁发。
2013年，萨斯喀彻温省省长布拉德·沃爾向他颁发萨斯喀彻温省杰出服务奖章。
麦格拉斯在儿童文学方面亦颇有成就，曾在不列颠哥伦比亚省参与过一档儿童向慈善综艺节目，并跟随团队持续为社区服务数十年，最终借此获得该省的杰出贡献奖。他写过许多供儿童阅读的书籍，包括1996年的《Uh Oh! Gotta Go!》和1998年的《OOPS! Excuse Me Please!》。他的歌曲《Sing Me a Story》则获得第7届音乐资源组独立音乐大奖年度最佳儿童专辑提名。
1995年，当代艺术家奖基金会(英語：Foundation for Contemporary Arts Grants to Artists Award)向麦格拉斯颁发奖章。
2010年4月10日，麦格拉斯获得密歇根男子合唱团终身成就奖，成为该奖项第一位得主。

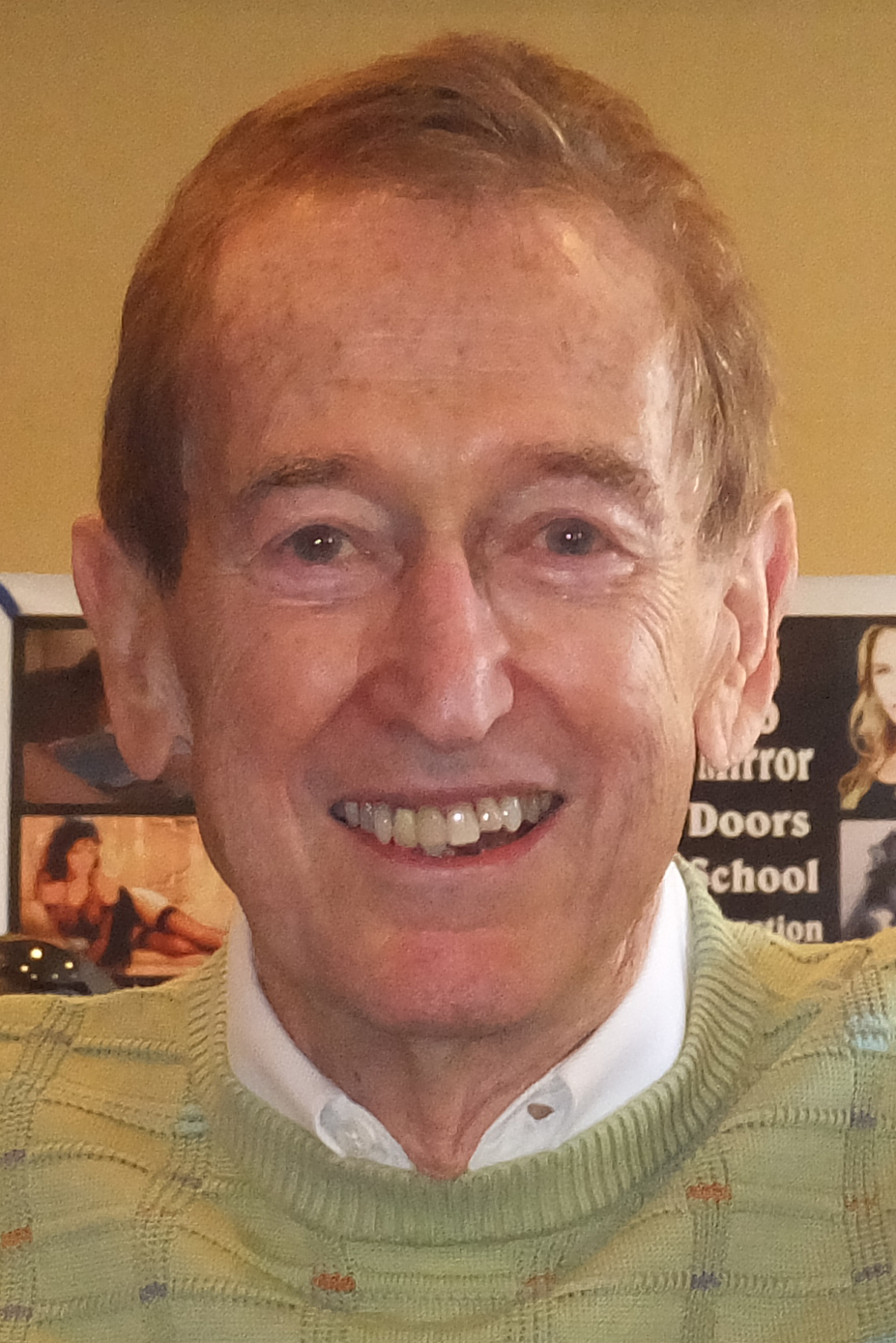
2014年的麦格拉斯

## 个人生活与逝世
麦格拉斯于1958年迎娶妻子安，二人共有五个子女、五个孙女以及三个孙子。1958年到2017年间，麦格拉斯与妻子居住在新泽西州的提内克，之后二人搬到新泽西州诺伍德 。2022年12月4日，麦格拉斯因中风并发症在家中逝世

## 影视作品
| 电视节目  | 电视节目                        | 电视节目    | 电视节目                               | 电视节目      |
| 年份      | 名称                            | 角色        | 备注                                   | 来源          |
| --------- | ------------------------------- | ----------- | -------------------------------------- | ------------- |
| 1960–1964 | Sing Along with Mitch           | 歌手        |                                        | [ 24 ]        |
| 1966      | To Tell the Truth               | 自己        | 出演1集                                | [ 12 ]        |
| 1967      | I've Got a Secret               | 自己        | 出演1集                                | [ 12 ]        |
| 1969–2016 | 芝麻街                          | 鲍勃·约翰逊 |                                        | [ 24 ]        |
| 1978      | 芝麻街的平安夜                  | 鲍勃·约翰逊 | 特别电视节目                           | [ 2 ]         |
| 1985      | 芝麻街：小鸡带路                | 鲍勃·约翰逊 |                                        | [ 24 ] [ 29 ] |
| 1996      | Elmo Saves Christmas            | 鲍勃·约翰逊 | 特别电视节目                           | [ 30 ]        |
| 1999      | 艾莫奇遇记                      | 鲍勃·约翰逊 |                                        | [ 24 ]        |
| 2013      | Little Children, Big Challenges | 鲍勃·约翰逊 | 出场集次：《Incarceration》            | [ 來源請求 ]  |
| 2014      | 我是大鸟：卡洛尔·斯宾尼的故事   | 自己        | 纪录片电影                             | [ 31 ]        |
| 2019      | 《芝麻街》开播50周年庆典        | 鲍勃·约翰逊 | 特别电视节目                           | [ 32 ]        |
| 2021      | 街头帮派：如何到达芝麻街        | 自己        | 纪录片电影；最后一次出演《芝麻街》系列 | [ 33 ]        |